# Катигуа
Катигуа (порт. Catiguá)  —  муниципалитет в Бразилии, входит в штат Сан-Паулу. Составная часть мезорегиона Сан-Жозе-ду-Риу-Прету. Входит в экономико-статистический  микрорегион Катандува. Население составляет 6772 человека на 2006 год. Занимает площадь 145,431 км². Плотность населения — 46,6 чел./км².

## Статистика
- Валовой внутренний продукт на 2003 составляет 54.704.479,00 реалов (данные: Бразильский институт географии и статистики).
- Валовой внутренний продукт на душу населения на 2003 составляет 8.197,88 реалов (данные: Бразильский институт географии и статистики).
- Индекс развития человеческого потенциала на 2000 составляет 0,787 (данные: Программа развития ООН).